# チオグリコール酸モノエタノールアミン
チオグリコール酸モノエタノールアミン（チオグリコールさんモノエタノールアミン）は、チオグリコール酸とモノエタノールアミンを中和させて作った塩の一種。
毛髪に対する親和性が高いため、強い薬剤を作ることができる。不揮発性のため、1剤放置中にpHが低下せず、刺激臭がないが、不揮発性のため毛髪中に残留しやすく、水洗不足や後処理不足だと、後にダメージになるため注意。